# Melides
Melides es una freguesia portuguesa del concelho de Grândola, con 162,70 km² de superficie y 1789 habitantes (2001). Su densidad de población es de 11,0 hab/km².